# Aeroporto de Linhares

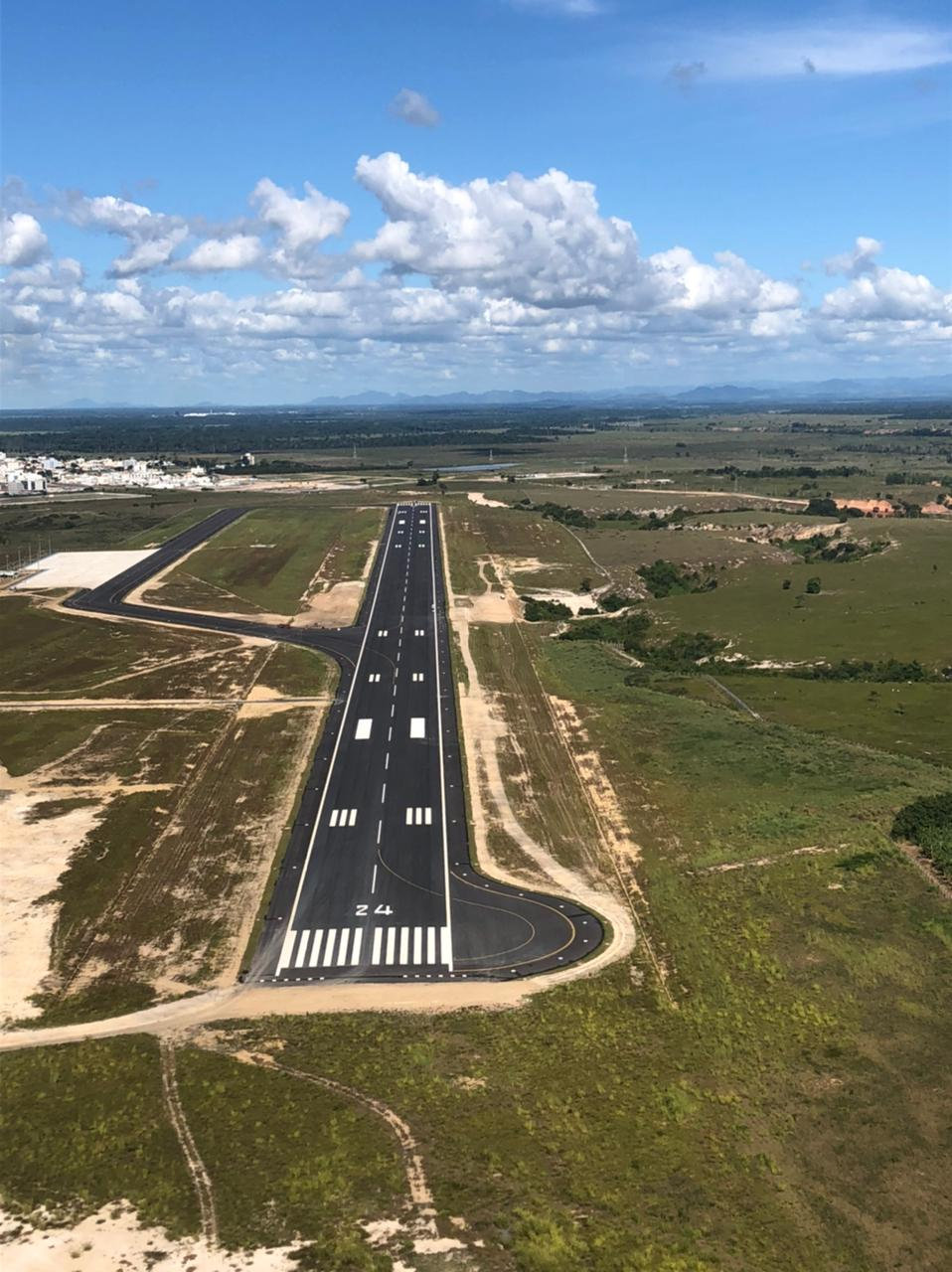
Nova Pista Aeroporto Regional de Linhares - ES

O Aeroporto de Linhares - Antônio Edson Azevedo Lima (IATA: LHN ICAO: SNLN) está localizado na Rodovia BR-101, Km 142, no município de Linhares, Espírito Santo. Passou a ser de responsabilidade do Governo do Estado do Estado do Espírito Santo, através da Secretaria de Estado de Mobilidade e Infraestrutura, a partir de 11/08/2023 e é operado pela Infraero (contratada do Estado).
Suas coordenadas são as seguintes: 19°21'16.00"S de latitude e 40°04'08.00"W de longitude. Possui uma pista de 1860 metros de comprimento.

## Novo Aeroporto
O aeroporto de Linhares está entre os terminais priorizados pelo Ministério de Portos e Aeroportos com o Plano Aeroviário Nacional (PAN). O Governo do Estado do Espirito Santo e o Governo Federal realizaram diversas obras no local, que se encontram concluídas. O Aeroporto está em operação e já recebe voos comerciais.

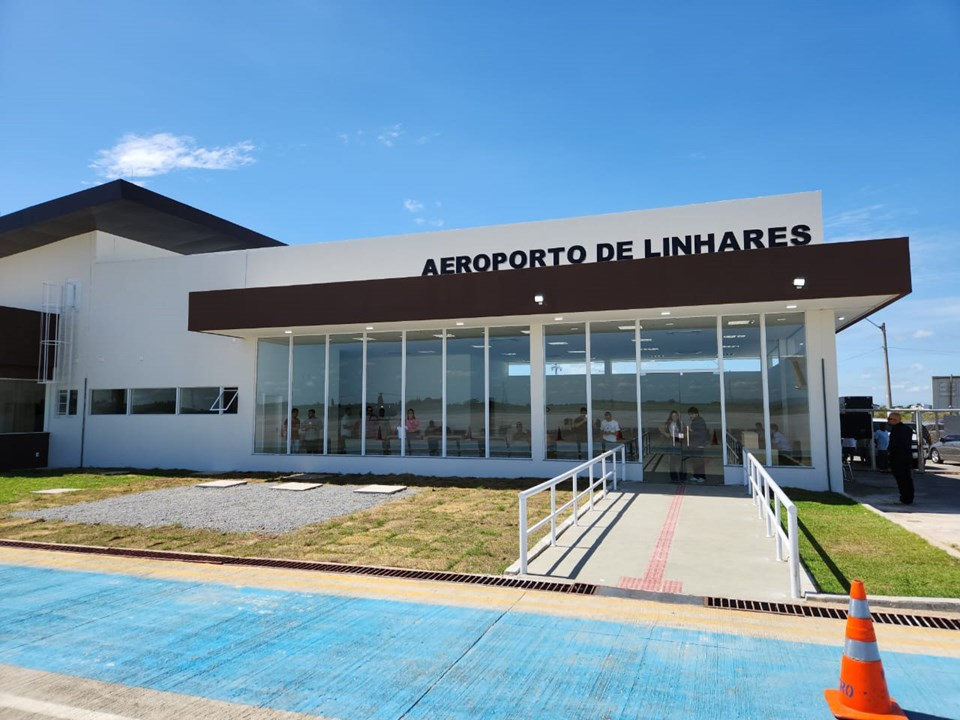
Fachada do Aeroporto de Linhares.

A pista do Aeroporto possui 1860 metros de extensão e conta com equipamentos de auxílio de precisão para pouso nas duas cabeceiras (Precision Approach Path Indicator). A estrutura está certificada pela Anac e pela Aeronáutica e se encontra homologada para operação visual (VRF). O novo Terminal de Passageiros possui 735m² e conta com estacionamento para 60 veículos.
Além disso, está em andamento o processo de emissão de procedimentos IFR não-precisão do Aeroporto pelo Departamento de Controle do Espaço Aéreo (DECEA) da Força Aérea Brasileira.

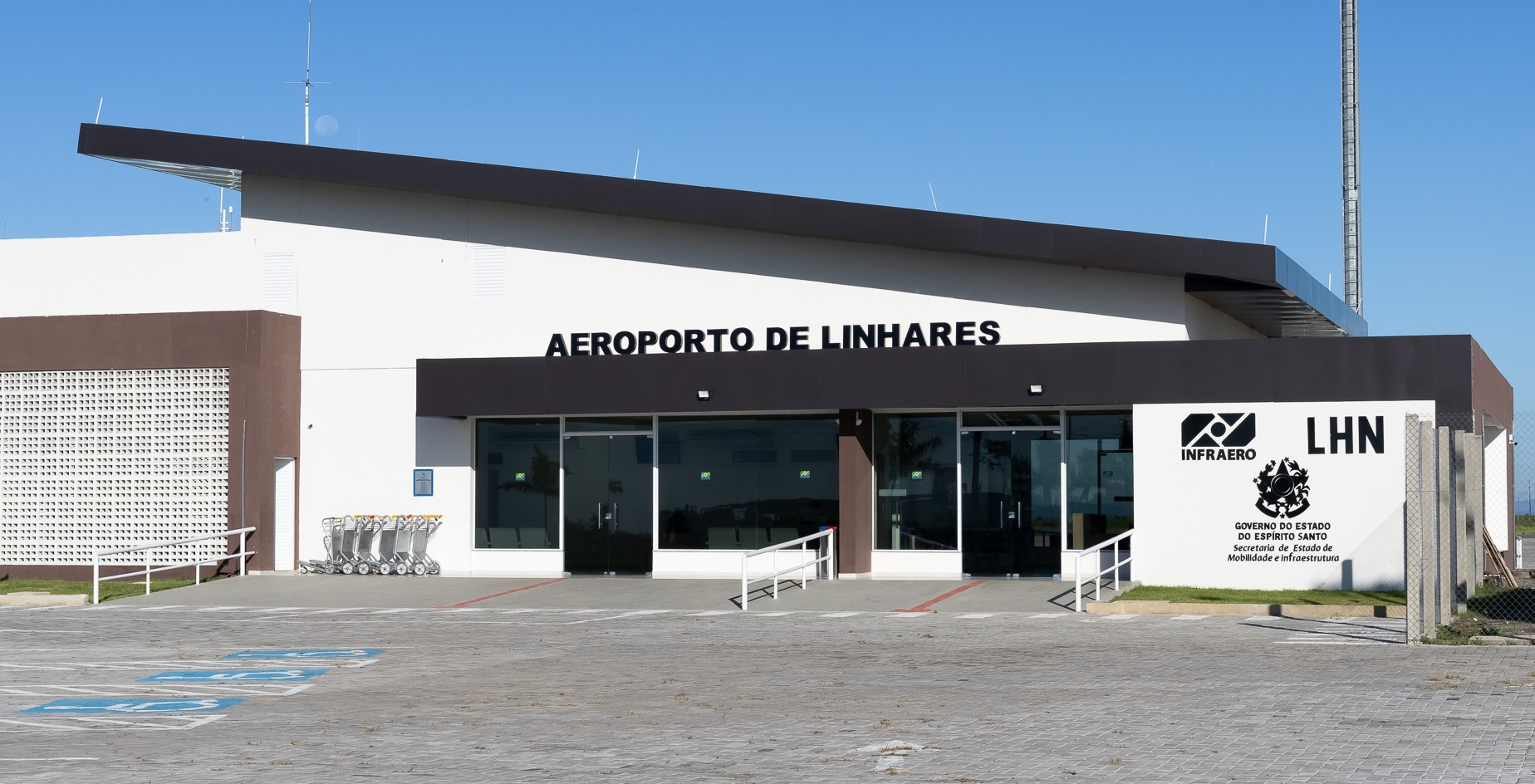

O novo aeroporto tem condições de receber voos comerciais com capacidade de até 180 passageiros além de aeronaves até a classe Boeing 757-200, geralmente cargueiros.